# Kuota
Kuota is een Italiaans fietsenmerk.

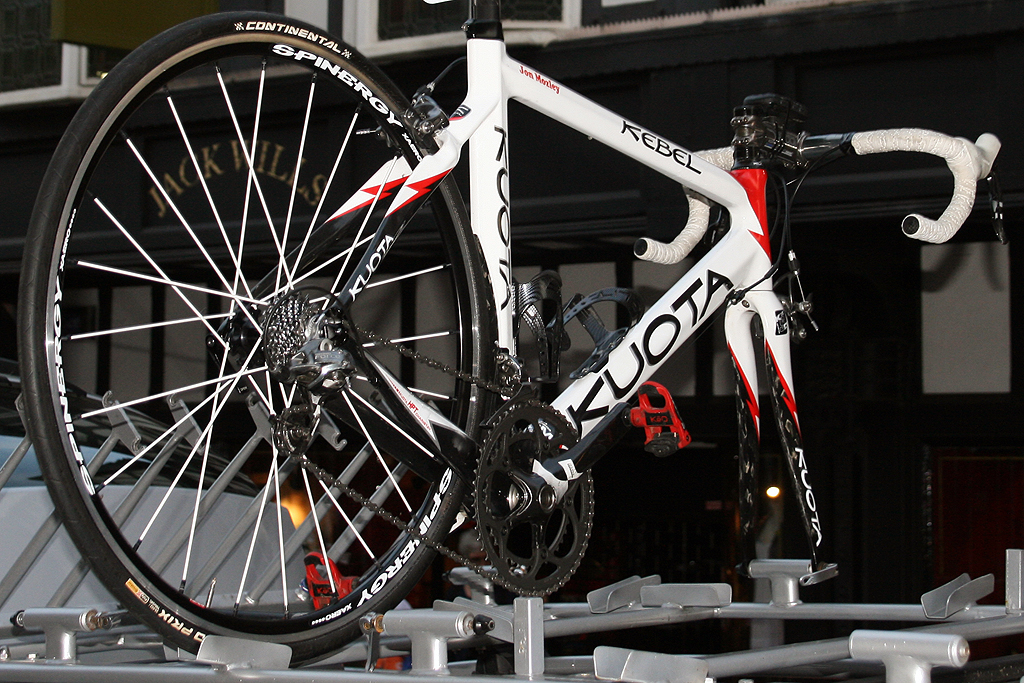
Een Kuota fiets bij de Tour Series 2010 in Chester

Fietsen van het merk Kuota zijn bijna altijd van carbon. Het merk werd aanvankelijk veel gebruikt in de triatlonwereld, zoals door Normann Stadler. Het merk was niet zo bekend bij de profs wielrennen, omdat ze voor competitie veelal te licht zijn. 
Kuota maakt gebruik van Formule 1 technologie voor de ontwikkeling van zijn frames. Het merk wordt dan ook soms de 'Ferrari' van de racefietsen genoemd.

In 2008 leverde Kuota de teamfiets voor het Agritubel Team en deed zo zijn intrede in het profpeloton. Kuota werd in dat jaar ook de vaste fietsenleverancier van het Belgische Rendementhypo Cycling Team in het veldrijden. Kuota is overigens nog altijd zeer actief in de triatlonwereld en sponsort wereldtoppers als Andy Potts (70.3 wereldkampioen 2007) en Michael Raelert (70.3 wereldkampioen 2009).